# Shingyōtō-ryū
Le Shingyoto-ryū (心形刀流) est une ancienne école d'arts martiaux japonaise, ou Koryū, fondée en 1682 par Iba Hideaki (Josuiken) Iba (伊庭秀明 (Iba Hideaki)), sur les bases apprises au sein de l'école Hon-shinto ryu. Son nom réfère à la relation entre le cœur ou esprit (shin), la forme (gyo) et le sabre (to). Elle enseigne le kenjutsu, avec des techniques de sabre long (odachi), court (kodachi), deux sabres (nitto) ainsi que des techniques de iaijutsu, battōjutsu et naginata (hallebarde).
Durant la « période Bakumatsu », le dojo de l'école, le Renbukan, était l'un des 4 plus importants d'Edo. Parmi ses représentants célèbres, on peut citer : Hachiro Iba, Hidetoshi Iba, Kai Shimada et Torazo Mitsuhashi. 
Actuellement, le représentant de cette école est Masao Kobayashi, 5e génération d'instructeurs, localisé à Kameyama, préfecture de Mie au Japon.

## Anecdote
Le nom de cette école est utilisé (à partir du tome 8) dans l'univers de l'Habitant de l'infini, un manga de Hiroaki Samura de type seinen.